# 1622
1622 (MDCXXII) je bilo navadno leto, ki se je po gregorijanskem koledarju začelo na soboto, po 10 dni počasnejšem julijanskem koledarju pa na torek.

## Rojstva
- 28. januar - Adrien Auzout, francoski astronom, fizik († 1691)
- 21. september - Jamaga Soko, japonski konfucijanski filozof († 1685)
- 8. november - Karel X. Gustav Švedski († 1660)

Neznan datum
- Bankei Jotaku, japonski zen budistični menih in učenjak († 1693)

## Smrti
- 28. december - Francišek Saleški, italijanski katoliški teolog in cerkveni učitelj (* 1567)